# Seftigen (huyện)
Seftigen là huyện hành chính cũ ở bang Bern, Thụy Sĩ. Thủ phủ là đô thị Seftigen. 
Từ 1 tháng 1 năm 2010, Seftigen được thay bằng Bern-Mittelland.
Huyện này có diện tích 189 km² và gồm có 26 đô thị:
| Đô thị              | Dân số (Tháng 1 năm 2005) | Diện tích (km²) |
| ------------------- | ------------------------- | --------------- |
| Belp                | 9.485                     | 17.6            |
| Belpberg            | 370                       | 5,7             |
| Burgistein          | 1.053                     | 7,5             |
| Gelterfingen        | 247                       | 3,5             |
| Gerzensee           | 977                       | 7,8             |
| Gurzelen            | 756                       | 4,5             |
| Jaberg              | 234                       | 1,3             |
| Kaufdorf            | 890                       | 2,1             |
| Kehrsatz            | 3,695                     | 4,4             |
| Kienersrüti         | 49                        | 0.8             |
| Kirchdorf           | 841                       | 6,1             |
| Kirchenthurnen      | 281                       | 1,3             |
| Lohnstorf           | 194                       | 1,8             |
| Mühledorf (BE)      | 233                       | 2,3             |
| Mühlethurnen        | 1,305                     | 2,9             |
| Niedermuhlern       | 525                       | 7,2             |
| Noflen              | 248                       | 2,7             |
| Riggisberg          | 1,976                     | 7,7             |
| Rüeggisberg         | 1,931                     | 35.7            |
| Rümligen            | 453                       | 4,7             |
| Rüti bei Riggisberg | 420                       | 22.2            |
| Seftigen            | 2.037                     | 3,9             |
| Toffen              | 2.308                     | 4,9             |
| Uttigen             | 1.736                     | 3,0             |
| Wald                | 1,105                     | 13,3            |
| Wattenwil           | 2.696                     | 14,5            |